# شش‌پره‌ای لاویس
شش‌پره‌ای لاویس (نام علمی: Parotia lawesii) نام یک گونه از سرده شش‌پره‌ای است.